# Columbrete Grande
Columbrete Grande, también llamada Columbrete Mayor, (en valenciano: Illa Grossa) es la mayor de las Islas Columbretes, pertenecientes al municipio de Castellón de la Plana, en España, con una superficie de 14 hectáreas. Dista unos 60 km de la Costa de Azahar. La isla está asociada a un proceso de rifting activo desde el Mioceno inferior, predominando los materiales basálticos. Está formada por varios cráteres encadenados, y la forma resultante es una suerte de media elipse de 1 km de diámetro de media que tiene dos elevaciones principales o colinas unidas por los restos de un cráter. La ensenada que queda en medio se llama Puerto Tofiño. El monte más alto, situado al norte del islote, recibe el nombre de monte Colibrí o Colibre. Forma parte, junto con todo el archipiélago, de un parque natural autonómico.

## Historia

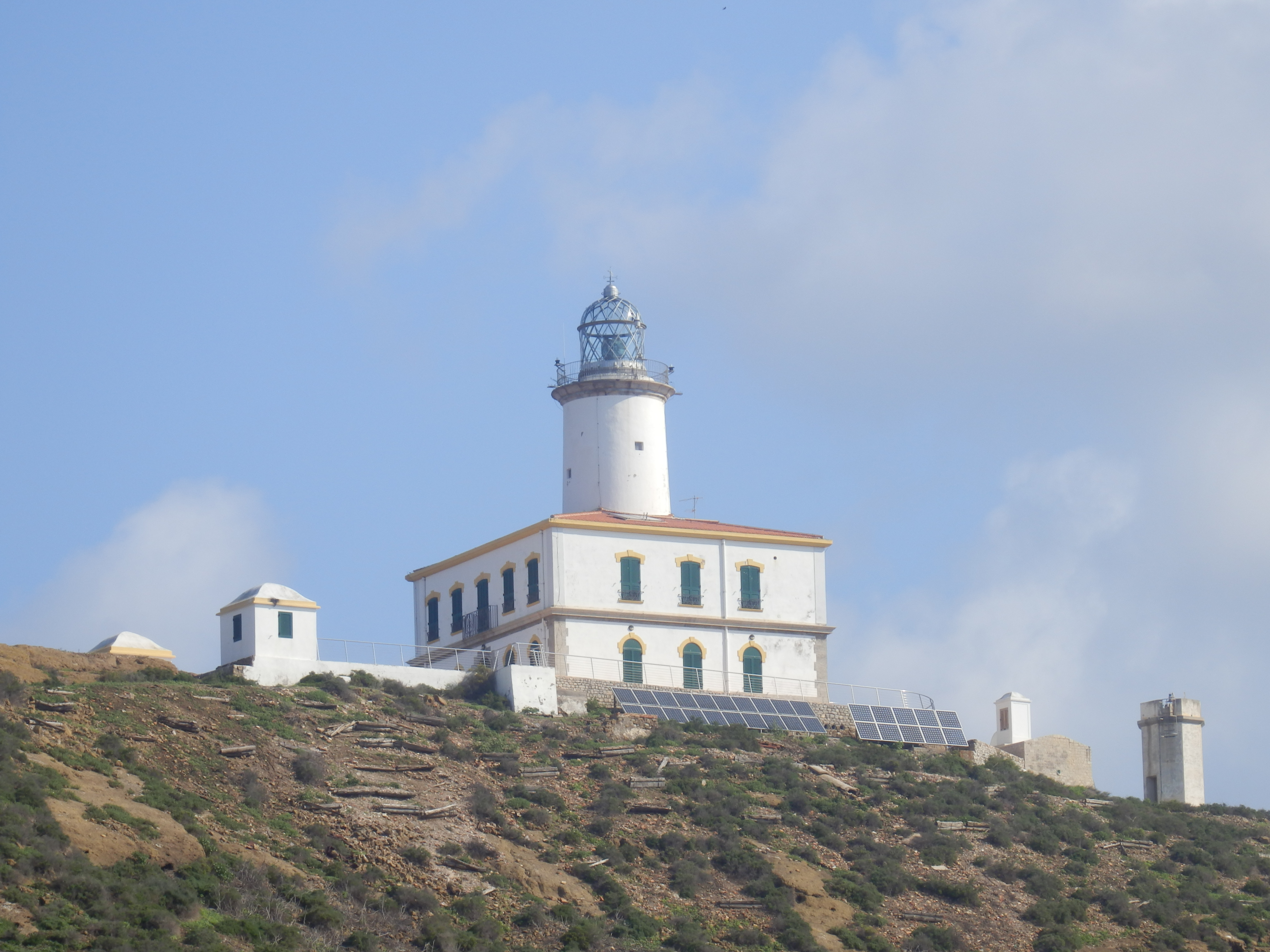
Faro situado en uno de los extremos de la isla

Durante algún tiempo se refugiaron en la isla piratas y contrabandistas. A mediados del siglo XIX se prendió fuego al islote para acabar con las serpientes. Las serpientes eran propias de las islas, ya los navegantes griegos y romanos dieron a las islas sus nombres originales (Ophiusa en griego, Serpentaria y Colubraria en latín) a causa de la abundancia de los reptiles. En 1859 se instaló un faro, el Faro de Columbretes, en el punto más alto del archipiélago, a 67 metros de altitud. En 1895 se editó en Praga el libro Columbretes de Ludwig Von Salvator, la primera monografía sobre la flora y fauna de la isla.
El faro siguió siendo habitado por fareros hasta 1975, fecha en que se automatiza. A finales de la década de 1970 el ejército español y el estadounidense, efectuaron bombardeos sobre las islas como prácticas militares, hasta 1982. Después de protestas vecinales y estudiantiles, y tras la aprobación unánime de la moción de la Diputación de Castellón solicitando el cese de los bombardeos, el Ministerio de Defensa no objetó suspender las maniobras. A partir de entonces está deshabitada a excepción del personal del servicio de vigilancia que establece la Generalidad Valenciana.
Las islas Columbretes fueron declaradas parque natural por el Decreto 15/1988, del 25 de enero, del Consejo de la Generalidad Valenciana, y reserva marina de 4.400 hectáreas (una de las mayores de España) por Orden del 19 de abril de 1990, del Ministerio de Agricultura, Pesca y Alimentación. Fueron recalificadas como Reserva Natural por Ley 11/1994, del 27 de diciembre, de la Generalidad Valenciana.
Varias empresas organizan visitas en barco a la isla e inmersiones de submarinismo.

## Fauna
La isla es famosa por albergar una numerosa población de la lagartija de Columbretes (Podarcis atrata), el único vertebrado endémico de la Comunidad Valenciana. Solo en esta isla vivían al acabar el año 2006 unos 25.000 ejemplares; aunque actualmente se discute si esta especie es endémica de Columbretes, al haberse hallado ejemplares de genética muy parecida en el norte y noreste de la península ibérica.
También alberga ejemplares de especies en peligro de extinción, como el halcón de Eleonor y la gaviota de audouin.